# فولکس‌واگن تارو
فولکس‌واگن تارو (Volkswagen Taro) خودرویی است که در سال‌های February ۱۹۸۹ تا March ۱۹۹۷در تاهارا، آیچی، ژاپن، هانوور و آلمان تولید شده‌است. طراحی آن موتور جلو، توزیع نیروی پیشران و خودرو چهار چرخ محرک بوده است. سیستم جعبه‌دندهٔ آن ۵ دنده به صورت دستی است.